# محمد ابراهیم شاپوری
محمد ابرهیم شاپوری از سیاستمداران ایرانی بود، که در دوره‌  هفدهم بعنوان نماینده جیرفت در مجلس شورای ملی حضور داشت.